# Cristian Rodríguez
Pour le cycliste espagnol, voir Cristian Rodríguez (cyclisme). Pour les homonymes, voir Rodríguez.
Cristian Gabriel Rodríguez Barrotti, né le 30 septembre 1985 à Montevideo, est un ancien footballeur international uruguayen, qui évoluait au poste de milieu offensif.
Avec 110 matchs internationaux, il est le quatrième joueur le plus capé de l'histoire de l'équipe d'Uruguay (après Diego Godín, Maxi Pereira et Diego Forlán). Il a notamment évolué sous les couleurs du Paris Saint-Germain, du Benfica , de l'Atlético de Madrid et du FC Porto.

## Biographie

### En club
Surnommé Cebolla (oignon en espagnol, pour sa réputation de faire pleurer les défenseurs adverses), il débute avec l'équipe première du CA Peñarol à 16 ans et en sélection nationale A à 18 ans.
Il signe au Paris Saint-Germain durant l'été 2005 en compagnie de son ami et compatriote Carlos Bueno, mais la FIFA gèle ces transferts jusqu'en novembre en raison de contestations du club du CA Peñarol. Le procès, finalement favorable au club parisien, entrainera tout de même une exclusion de ces deux joueurs de l'équipe nationale, étant considérés comme des traîtres. Cristian Rodriguez débute finalement sous le maillot de l'équipe première du Paris Saint-Germain le 3 décembre 2005 à Lyon en rentrant en cours de jeu (défaite 2-0).

En 2006, lors de la 22e journée de Ligue 1, le jeune joueur connaît enfin sa première titularisation dans le groupe parisien. Il impressionne alors, notamment lors d'un raid parti du milieu de terrain qui, ne pouvant être stoppé qu'irrégulièrement, amène le but sur penalty de Pauleta. Le lendemain, la presse le décrit déjà comme le « chouchou » du Parc des Princes[réf. nécessaire]. Il est acclamé par les supporters à chacune de ses apparitions, qui saluent la grinta (c'est-à-dire l'engagement physique et la détermination) dont il fait preuve. Il inscrit son premier but avec Paris le 7 janvier 2006 lors d'un match de coupe de France contre l'US Vermelles.

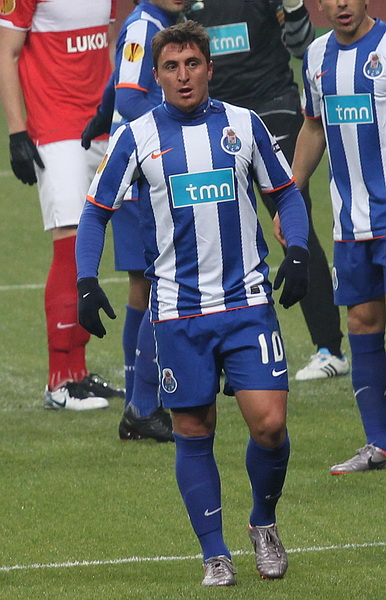
Cristian Rodriguez sous les couleurs du FC Porto.

Le 22 août 2007, n'entrant plus dans les plans de Paul Le Guen, l'entraîneur du club, et ayant un imposant salaire, le Paris Saint-Germain et le joueur décident de rompre leur coopération.

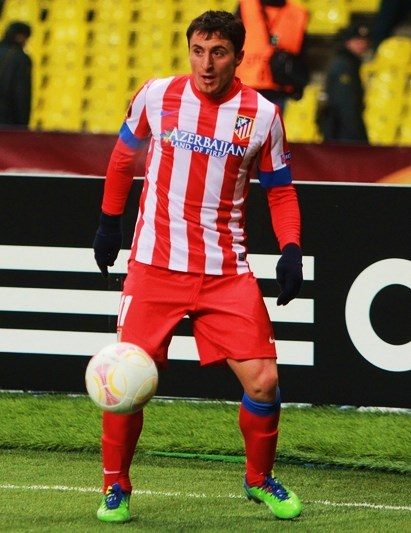
Cristian Rodriguez sous les couleurs de l'Atlético de Madrid.

Il rejoint Benfica l'un des principaux clubs portugais et y réalise une saison plutôt correcte.
Mais faute d'accord entre ses représentants et les dirigeants du Benfica, il rejoint pour 7 millions d'euros et quatre années le FC Porto où il touchera un revenu annuel de 1.8 million d'euros. Après un début de saison compliqué, l'ancien parisien remplace parfaitement Ricardo Quaresma, qui avait signé à l'Inter Milan durant l'intersaison.
Après quatre saisons pleines à Porto et un palmarès enrichi, son contrat n'est pas renouvelé et il signe libre à l'Atlético de Madrid, pour une durée de quatre ans.
Sous les ordres de Diego Simeone, il atteint une finale de Ligue des champions où il assiste à la défaite des siens depuis le banc de touche (1-4 face au Real Madrid. Barré par la concurrence, il est prêté le 20 janvier 2015 pour six mois à Parme (Serie A).
Après quelques matchs et un retour en Espagne, il est ensuite de nouveau prêté au Grêmio. Rodríguez quitte officiellement l'Atlético de Madrid le 25 juillet 2015 afin de rejoindre le CA Independiente, club argentin pour deux ans.
En avril 2021, Cristian Rodriguez a décidé de prendre sa retraite après 20 saisons passées dans le monde professionnel. L’ancien joueur du PSG, du FC Porto et de l’Atlético Madrid évoluait depuis quatre ans dans son club formateur au Club Atlético Peñarol.

### En sélection
Cristian Rodríguez commença sa carrière internationale le 15 octobre 2003 lors d'une rencontre amicale contre le Mexique soldée par une victoire 2-0. Un an plus tard, il est convoqué pour disputer la Copa America 2004 où les Uruguayens décrocheront une troisième place après avoir été éliminé en demi-finales contre le Brésil.
Il participe à la Copa America 2007 au Venezuela, où il apparaît en bonne forme. Son équipe termine à la 4e place de la compétition. Rodríguez y marque un but face au pays hôte en quart de finale (1-4).
En raison de deux matchs de suspension, Cristian Rodríguez n'est pas sélectionné par Óscar Tabárez pour la Coupe du monde 2010,. La Copa America 2011 aura un bien meilleur goût pour lui et l'Uruguay puisque la nation sera championne de l'édition.
Lors de la Coupe des confédérations 2013, les hommes de Rodríguez se voient battus en demi-finales contre le Brésil. Un an plus tard, il est convoqué pour disputer la Coupe du monde 2014 où les Uruguayens seront éliminés en huitièmes de finales par la Colombie sur un doublé de James Rodríguez.
Cristian Rodríguez participera ensuite à la Copa America 2015 où l'Uruguay sera éliminée en quarts-de-finale par le Chili, futur vainqueur de la compétition. Il disputera sa toute dernière compétition lors de la Coupe du monde 2018 en Russie, l'Uruguay sera sortie en quarts-de-finale par la France, future championne du monde.

## Statistiques
| Saison                | Club                  | Championnat           | Championnat | Championnat | Coupe nationale | Coupe nationale | Coupe de la Ligue | Coupe de la Ligue | Supercoupe | Supercoupe | Compétition(s) continentale(s) | Compétition(s) continentale(s) | Compétition(s) continentale(s) | Supercoupe UEFA | Supercoupe UEFA | Total | Total |
| Saison                | Club                  | Division              | M.          | B.          | M.              | B.              | M.                | B.                | M.         | B.         | Comp.                          | M.                             | B.                             | M.              | B.              | M.    | B.    |
| 2002                  | Peñarol               | Primera División      | 6           | 0           | -               | -               | -                 | -                 | -          | -          | -                              | -                              | -                              | -               | -               | 6     | 0     |
| 2003                  | Peñarol               | Primera División      | 21          | 2           | -               | -               | -                 | -                 | -          | -          | -                              | -                              | -                              | -               | -               | 21    | 2     |
| 2004                  | Peñarol               | Primera División      | 15          | 1           | -               | -               | -                 | -                 | -          | -          | CL                             | 8                              | 1                              | -               | -               | 23    | 2     |
| 2005                  | Peñarol               | Primera División      | -           | -           | -               | -               | -                 | -                 | -          | -          | CL                             | 1                              | 0                              | -               | -               | 1     | 0     |
| Sous-total            | Sous-total            | Sous-total            | 42          | 3           | -               | -               | -                 | -                 | -          | -          | -                              | 9                              | 1                              | -               | -               | 51    | 4     |
| 2005-2006             | Paris SG              | Ligue 1               | 11          | 0           | 3               | 1               | 1                 | 0                 | -          | -          | -                              | -                              | -                              | -               | -               | 15    | 1     |
| 2006-2007             | Paris SG              | Ligue 1               | 25          | 1           | 2               | 1               | 2                 | 0                 | -          | -          | C3                             | 6                              | 0                              | -               | -               | 35    | 2     |
| Sous-total            | Sous-total            | Sous-total            | 36          | 1           | 5               | 2               | 3                 | 0                 | -          | -          | -                              | 6                              | 0                              | -               | -               | 50    | 3     |
| 2007-2008             | Benfica               | Superliga             | 24          | 6           | 4               | 1               | -                 | -                 | -          | -          | C1                             | 8                              | 0                              | -               | -               | 36    | 7     |
| Sous-total            | Sous-total            | Sous-total            | 24          | 6           | 4               | 1               | -                 | -                 | -          | -          | -                              | 8                              | 0                              | -               | -               | 36    | 7     |
| 2008-2009             | FC Porto              | Superliga             | 29          | 6           | 6               | 0               | -                 | -                 | -          | -          | C1                             | 10                             | 1                              | -               | -               | 45    | 7     |
| 2009-2010             | FC Porto              | Superliga             | 17          | 4           | 6               | 1               | -                 | -                 | -          | -          | C1                             | 6                              | 0                              | -               | -               | 29    | 5     |
| 2010-2011             | FC Porto              | Superliga             | 11          | 1           | 4               | 0               | -                 | -                 | -          | -          | C3                             | 11                             | 1                              | -               | -               | 26    | 2     |
| 2011-2012             | FC Porto              | Superliga             | 10          | 2           | 4               | 1               | -                 | -                 | -          | -          | C1+C3                          | 1+1                            | 0+0                            | 1               | 0               | 17    | 3     |
| Sous-total            | Sous-total            | Sous-total            | 67          | 13          | 20              | 2               | -                 | -                 | -          | -          | -                              | 29                             | 2                              | 1               | 0               | 117   | 17    |
| 2012-2013             | Atlético de Madrid    | Liga                  | 33          | 1           | 8               | 0               | -                 | -                 | -          | -          | C3                             | 6                              | 2                              | 1               | 0               | 48    | 3     |
| 2013-2014             | Atlético de Madrid    | Liga                  | 20          | 1           | 9               | 0               | -                 | -                 | -          | -          | C1                             | 10                             | 0                              | -               | -               | 39    | 1     |
| 2014                  | Atlético de Madrid    | Liga                  | 6           | 0           | 3               | 1               | -                 | -                 | -          | -          | C1                             | 2                              | 0                              | -               | -               | 11    | 1     |
| Sous-total            | Sous-total            | Sous-total            | 59          | 2           | 20              | 1               | -                 | -                 | -          | -          | -                              | 18                             | 2                              | 1               | 0               | 98    | 5     |
| jan 2015-2015         | Parme FC (prêt)       | Série A               | 5           | 0           | 1               | 0               | -                 | -                 | -          | -          | -                              | -                              | -                              | -               | -               | 6     | 0     |
| Sous-total            | Sous-total            | Sous-total            | 5           | 0           | 1               | 0               | -                 | -                 | -          | -          | -                              | -                              | -                              | -               | -               | 6     | 0     |
| 2015                  | Grêmio (prêt)         | Brasileirão           | 2           | 0           | -               | -               | -                 | -                 | -          | -          | -                              | -                              | -                              | -               | -               | 2     | 0     |
| Sous-total            | Sous-total            | Sous-total            | 2           | 0           | 1               | 0               | -                 | -                 | -          | -          | -                              | -                              | -                              | -               | -               | 3     | 0     |
| 2015                  | CA Independiente      | Primera División      | 8           | 3           | -               | -               | -                 | -                 | -          | -          | CS                             | 5                              | 0                              | -               | -               | 13    | 3     |
| 2016                  | CA Independiente      | Primera División      | 10          | 0           | -               | -               | -                 | -                 | -          | -          | CS                             | 3                              | 0                              | -               | -               | 13    | 0     |
| 2017                  | CA Independiente      | Primera División      | 9           | 0           | -               | -               | -                 | -                 | -          | -          | -                              | -                              | -                              | -               | -               | 9     | 0     |
| Sous-total            | Sous-total            | Sous-total            | 27          | 3           | -               | -               | -                 | -                 | -          | -          | -                              | 8                              | 0                              | -               | -               | 35    | 3     |
| 2018                  | CA Peñarol            | Primera División      | 20          | 10          | 1               | 1               | -                 | -                 | -          | -          | CL+CS                          | 6+2                            | 3+1                            | -               | -               | 29    | 15    |
| 2019                  | CA Peñarol            | Primera División      | 23          | 6           | 1               | 1               | -                 | -                 | -          | -          | CL+CS                          | 5+3                            | 1+0                            | -               | -               | 32    | 8     |
| 2020                  | CA Peñarol            | Primera División      | 26          | 1           | -               | -               | -                 | -                 | -          | -          | CL+CS                          | 2+2                            | 0+1                            | -               | -               | 30    | 2     |
| 2021                  | CA Peñarol            | Primera División      | 10          | 0           | -               | -               | -                 | -                 | -          | -          | -                              | -                              | -                              | -               | -               | 10    | 0     |
| Sous-total            | Sous-total            | Sous-total            | 79          | 17          | 2               | 2               | -                 | -                 | -          | -          | -                              | 20                             | 6                              | -               | -               | 101   | 25    |
| 2021                  | Plaza Colonia         | Primera División      | 28          | 4           | -               | -               | -                 | -                 | -          | -          | -                              | -                              | -                              | -               | -               | 28    | 4     |
| 2022                  | Plaza Colonia         | Primera División      | 2           | 0           | -               | -               | -                 | -                 | 1          | 0          | CL                             | 1                              | 0                              | -               | -               | 4     | 0     |
| Sous-total            | Sous-total            | Sous-total            | 30          | 4           | -               | -               | -                 | -                 | 1          | 0          | -                              | 1                              | 0                              | -               | -               | 32    | 4     |
| Total sur la carrière | Total sur la carrière | Total sur la carrière | 371         | 49          | 52              | 8               | 3                 | 0                 | 1          | 0          | -                              | 99                             | 11                             | 2               | 0               | 528   | 68    |

### En sélection nationale
| Saison                | Sélection             | Phases finales                   | Phases finales | Phases finales | Phases finales | Éliminatoires CDM | Éliminatoires CDM | Éliminatoires CDM | Matchs amicaux | Matchs amicaux | Matchs amicaux | Total | Total | Total |
| Saison                | Sélection             | Compétition                      | M              | B              | Pd             | M                 | B                 | Pd                | M              | B              | Pd             | M     | B     | Pd    |
| --------------------- | --------------------- | -------------------------------- | -------------- | -------------- | -------------- | ----------------- | ----------------- | ----------------- | -------------- | -------------- | -------------- | ----- | ----- | ----- |
| 2003-2004             | Uruguay               | Copa América 2004                | 5              | 0              | 0              | -                 | -                 | -                 | 1              | 0              | 0              | 6     | 0     | 0     |
| 2004-2005             | Uruguay               | -                                | -              | -              | -              | 2                 | 1                 | 0                 | -              | -              | -              | 2     | 1     | 0     |
| 2006-2007             | Uruguay               | Copa América 2007 4e             | 6              | 1              | 0              | -                 | -                 | -                 | 1              | 0              | 0              | 7     | 1     | 0     |
| 2007-2008             | Uruguay               | -                                | -              | -              | -              | 5                 | 0                 | 2                 | 3              | 1              | 0              | 8     | 1     | 2     |
| 2008-2009             | Uruguay               | -                                | -              | -              | -              | 7                 | 0                 | 1                 | 3              | 0              | 0              | 10    | 0     | 1     |
| 2009-2010             | Uruguay               | Coupe du monde 2010 4e           | -              | -              | -              | 3                 | 0                 | 1                 | -              | -              | -              | 3     | 0     | 1     |
| 2010-2011             | Uruguay               | Copa América 2011                | 2              | 0              | 0              | -                 | -                 | -                 | 4              | 1              | 0              | 6     | 1     | 0     |
| 2011-2012             | Uruguay               | -                                | -              | -              | -              | 4                 | 1                 | 0                 | 2              | 0              | 0              | 6     | 1     | 0     |
| 2012-2013             | Uruguay               | Coupe des confédérations 2013 4e | 4              | 0              | 0              | 7                 | 0                 | 0                 | 4              | 1              | 0              | 15    | 1     | 0     |
| 2013-2014             | Uruguay               | Coupe du monde 2014              | 4              | 0              | 0              | 6                 | 2                 | 0                 | 4              | 0              | 1              | 14    | 2     | 1     |
| 2014-2015             | Uruguay               | Copa América 2015                | 4              | 1              | 0              | -                 | -                 | -                 | 7              | 0              | 1              | 11    | 1     | 1     |
| 2015-2016             | Uruguay               | Copa América Centenario          | -              | -              | -              | 3                 | 0                 | 0                 | 0              | 0              | 0              | 3     | 0     | 0     |
| 2016-2017             | Uruguay               | -                                | -              | -              | -              | 6                 | 2                 | 0                 | -              | -              | -              | 6     | 2     | 0     |
| 2017-2018             | Uruguay               | Coupe du monde 2018              | 5              | 0              | 0              | 4                 | 0                 | 1                 | 4              | 0              | 1              | 13    | 0     | 2     |
| Total sur la carrière | Total sur la carrière | Total sur la carrière            | 30             | 2              | 0              | 47                | 6                 | 5                 | 33             | 3              | 3              | 110   | 11    | 8     |

### Buts en sélections
| Buts en sélection de Cristian Rodríguez | Buts en sélection de Cristian Rodríguez | Buts en sélection de Cristian Rodríguez              | Buts en sélection de Cristian Rodríguez | Buts en sélection de Cristian Rodríguez | Buts en sélection de Cristian Rodríguez | Buts en sélection de Cristian Rodríguez |
| #                                       | Date                                    | Lieu                                                 | Adversaire                              | Score                                   | Résultats                               | Compétitions                            |
| --------------------------------------- | --------------------------------------- | ---------------------------------------------------- | --------------------------------------- | --------------------------------------- | --------------------------------------- | --------------------------------------- |
| 1                                       | 9 octobre 2004                          | Estadio Monumental, Bueno Aires                      | Argentine                               | 1-4                                     | 2-4                                     | Éliminatoires Coupe du monde 2006       |
| 2                                       | 7 juillet 2007                          | Estadio Polideportivo de Pueblo Nuevo, San Cristobal | Venezuela                               | 3-1                                     | 4-1                                     | Copa América 2007                       |
| 3                                       | 25 mai 2008                             | Rewirpowerstadion, Bochum                            | Turquie                                 | 3-2                                     | 3-2                                     | Match amical                            |
| 4                                       | 12 octobre 2010                         | Stade du centre sportif de Wuhan, Wuhan              | Chine                                   | 3-0                                     | 4-0                                     | Match amical                            |
| 5                                       | 10 juin 2012                            | Estadio Centenario, Montevideo                       | Pérou                                   | 3-2                                     | 4-2                                     | Éliminatoires Coupe du monde 2014       |
| 6                                       | 6 février 2013                          | Khalifa International Stadium, Doha                  | Espagne                                 | 1-1                                     | 1-3                                     | Match amical                            |
| 7                                       | 15 octobre 2013                         | Estadio Centenario, Montevideo                       | Argentine                               | 1-0                                     | 3-2                                     | Éliminatoires Coupe du monde 2014       |
| 8                                       | 13 novembre 2013                        | Stade International d'Amman, Amman                   | Jordanie                                | 4-0                                     | 5-0                                     | Barrages Coupe du monde 2014            |
| 9                                       | 13 juin 2015                            | Estadio Regional de Antofagasta, Antofagasta         | Jamaïque                                | 1-0                                     | 1-0                                     | Copa América 2015                       |
| 10                                      | 7 septembre 2016                        | Estadio Centenario, Montevideo                       | Paraguay                                | 2-0                                     | 4-0                                     | Éliminatoires Coupe du monde 2018       |
| 11                                      | 11 octobre 2016                         | Stade Metropolitano Roberto Meléndez, Barranquilla   | Colombie                                | 1-1                                     | 2-2                                     | Éliminatoires Coupe du monde 2018       |

## Palmarès

### Équipe d’Uruguay
- Vainqueur de la Copa América 2011
- Troisième de la Copa América en 2004
- Quatrième de la Copa América en 2007
- Quatrième de la Coupe des confédérations en 2013

### CA Peñarol
- Champion d'Uruguay en 2003, 2017 et 2018

### Paris SG
- Vainqueur de la Coupe de France en 2006

### FC Porto
- Vainqueur de la Ligue Europa en 2011
- Finaliste de la Supercoupe de l'UEFA en 2011
- Champion du Portugal en 2009, 2011 et 2012
- Vainqueur de la Coupe du Portugal en 2009, 2010 et 2011
- Vainqueur de la Supercoupe du Portugal en 2009 et 2010

### Atlético de Madrid
- Finaliste de la Ligue des champions en 2014
- Vainqueur de la Supercoupe de l'UEFA en 2012
- Champion d'Espagne en 2014
- Vainqueur de la Coupe d'Espagne en 2013
- Vainqueur de la Supercoupe d'Espagne en 2014

### Distinctions personnelles
- Désigné meilleur joueur uruguayen en 2004 par le Comité Olympique d'Uruguay